# Josef Heimgartner
Josef Christian Heimgartner (* 27. Juni 1868 in Fislisbach AG; † 7. August 1939 in Zürich) war ein Schweizer Kirchenmaler und Gemälderestaurator.

## Studium
Heimgartner absolvierte von 1885 bis 1888 eine Dekorationsmaler-Lehre bei Carl Renner in Altdorf und von 1888 bis 1889 ein Studium bei Léon-Jean Pétua und Hans Wildermuth am Technikum Winterthur. Danach studierte er als Schüler von Ludwig Schmid-Reutte an der Kunstschule in München, wo er in den Sommermonaten beim Altarbauer Josef Müller und beim Architekten Elsener arbeitete. Er besuchte 1898 die Akademie der Bildenden Künste München und 1899/1890 die Accademia di Belle Arti di Roma.

## Werke
Josef Heimgartner lebte von 1907 bis 1929 in Altdorf, danach in Zürich. Zwischen 1893 und 1937 stattete er zahlreiche Kirchen in der ganzen Schweiz mit Wand- oder Deckengemälden, Altarbildern oder mit äusseren Fassadenbildern und inneren Dekorationen aus. Er restaurierte Kirchengemälde in den Kantonen Aargau, Glarus, Graubünden, Luzern, Nidwalden Schwyz, Solothurn, St. Gallen, Uri und Zug.

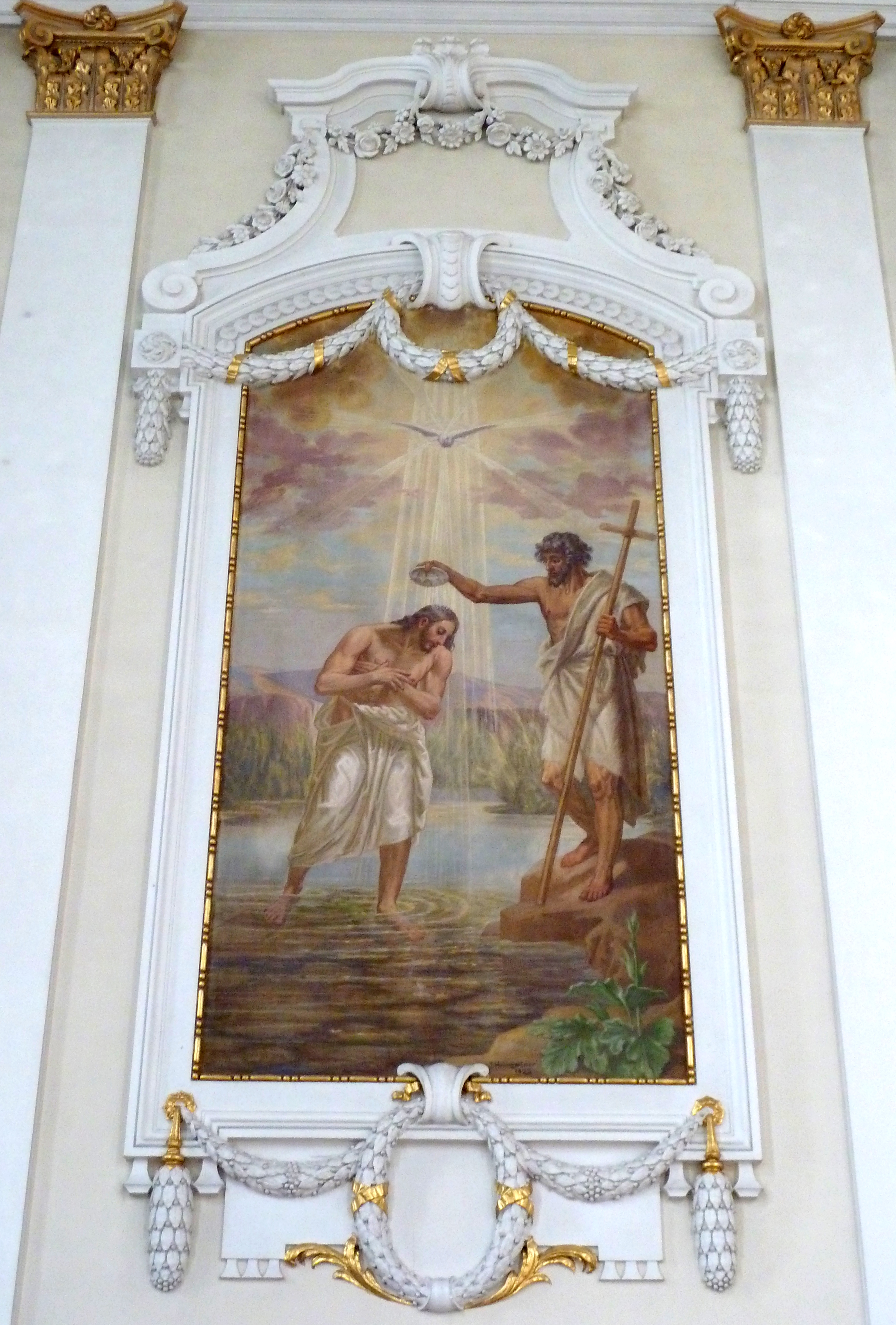
Taufe Christi, Fresko von Josef Heimgartner (1920) in der St.-Nikolaus-Kirche, Altstätten SG
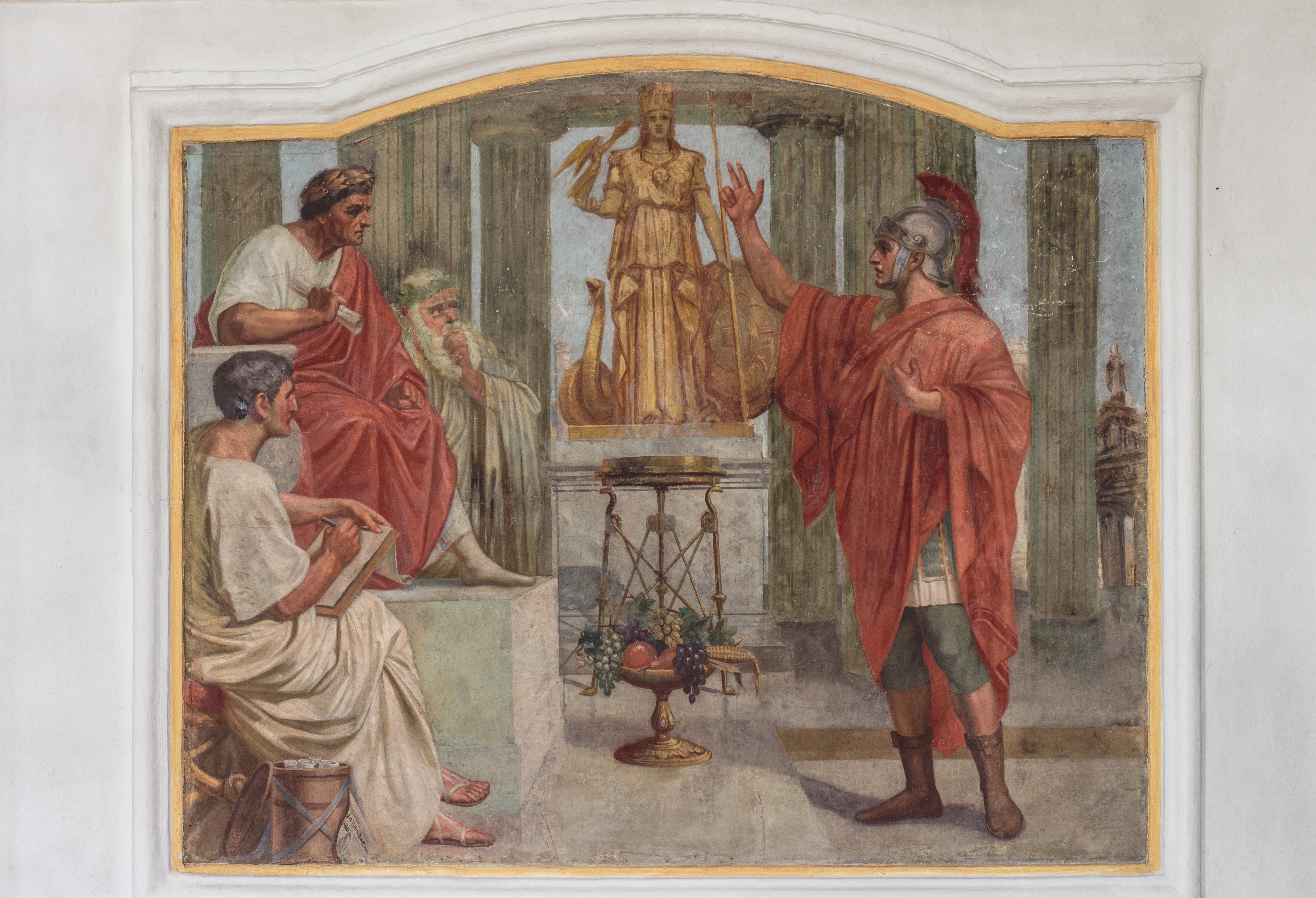
Dardin: Pfarrkirche St. Sebastian. St. Sebastian vor Kaiser Diocletian.
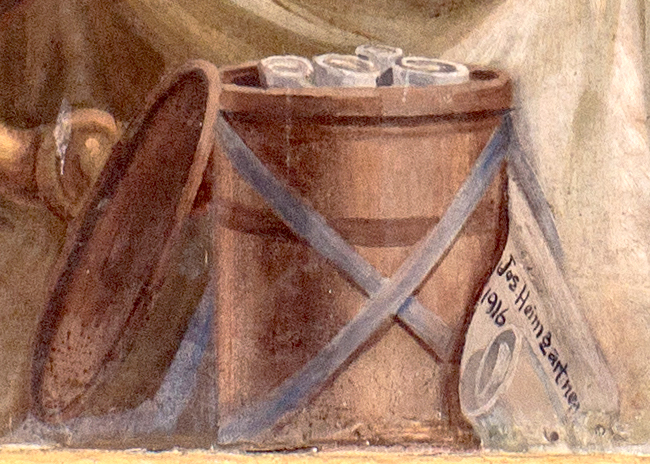
Signatur